# San Juan del Estado
San Juan del Estado är en kommunhuvudort i Mexiko.   Den ligger i kommunen San Juan del Estado och delstaten Oaxaca, i den sydöstra delen av landet, 300 km sydost om huvudstaden Mexico City. San Juan del Estado ligger 1 745 meter över havet och antalet invånare är 2 200.
Terrängen runt San Juan del Estado är varierad. Runt San Juan del Estado är det ganska tätbefolkat, med 134 invånare per kvadratkilometer. Närmaste större samhälle är Villa de Etla, 7,6 km söder om San Juan del Estado. I omgivningarna runt San Juan del Estado växer huvudsakligen savannskog.